# Großer Preis von Belgien 1949
Der XI. Große Preis von Belgien war ein Formel-1-Rennen und fand am 19. Juni 1949 auf dem Circuit de Spa-Francorchamps statt. Das Rennen zählte zur Kategorie der Grandes Épreuves und wurde nach den Bestimmungen der Internationalen Formel 1 (Rennwagen bis 1,5 Liter Hubraum mit Kompressor oder bis 4,5 Liter Hubraum ohne Kompressor; Renndistanz mindestens 300 km bzw. mindestens drei Stunden Renndauer) über 35 Runden à 14,771 km ausgetragen, was einer Gesamtdistanz von 517 km entsprach.
Sieger wurde Louis Rosier auf einem Lago-Talbot T26C, der damit den einzigen Erfolg seiner Karriere bei einem offiziellen Internationalen Grand Prix errang.
Bei dem Rennen handelt es sich um das letzte Grande Épreuve im Grand-Prix-Sport, bei dem die Startaufstellung nicht anhand der im Training erzielten Rundenzeiten, sondern nach vom Veranstalter vorgegebenen, nicht mehr nachvollziehbaren Kriterien vorgegeben wurde.

## Das Rennen
Eisern hielt der belgische Royal Automobile Club de Belgique (RACB) 1949 als letzter europäischer Automobilclub an seinen überkommenen Prinzipien fest. So war die Renndistanz weiterhin auf 500 km festgelegt, während in der Internationalen Rennformel für die Grandes Épreuves nur noch eine Mindestdistanz von 300 km gefordert wurde. Das Teilnehmerfeld wurde vom Veranstalter ausgewählt und die Einladungen gingen weiterhin hauptsächlich nur an die Hersteller von Grand-Prix-Rennwagen. In der Praxis gaben jedoch Firmen wie Lago-Talbot und Maserati, deren Geschäftsmodell auf die Unterstützung von Kundenfahrzeugen ausgerichtet war, die Startplätze direkt an unabhängige Fahrer weiter. Schließlich wurden auch zum letzten Mal im Grand-Prix-Sport die Positionen in der Startaufstellung nicht anhand der im Training erzielten Rundenzeiten vergeben, sondern vom Veranstalter selbst festgelegt, wobei die Kriterien dafür nicht mehr nachvollzogen werden können.
Unter den insgesamt 14 Teilnehmern nahm der noch junge Rennstall von Ferrari bereits eine gewisse Favoritenrolle ein, zumal es kurz vor dem Rennen gelungen war, die Fahrerfrage durch Verpflichtung der beiden Top-Piloten Luigi Villoresi und Alberto Ascari zu klären. Beide waren bislang für Maserati gefahren und eng befreundet, so dass sie stets nur gemeinsam bei einem Team unterschrieben. Ferraris erstes Formel-1-Modell Ferrari 125 GPC hatte außerdem über den Winter eine überarbeitete Hinterachskonstruktion bekommen, die das anfangs problematische Fahrverhalten entscheidend verbesserte. Der britische Ferrari-Kunde Peter Whitehead musste sich dagegen weiterhin mit seinem unveränderten Vorläufermodell begnügen.
Die beiden zahlenmäßig stärksten Teams stellten dagegen Maserati und Lago-Talbot mit je fünf Teilnehmern. Im Maserati-Lager war nun Giuseppe Farina nach dem Weggang von Villoresi und Ascari als einziger echter Spitzenpilot verblieben. Der argentinische Automobilclub ACA hatte außerdem zwei weitere Grand-Prix-Wagen vom Typ Maserati 4CLT/48 finanziert, um den beiden vielversprechenden argentinischen Fahrern Juan Manuel Fangio und Benedicto Campos ein Sprungbrett für den Einstieg in den Grand-Prix-Zirkus zu bieten. Vor allem Fangio hatte dabei durch drei Siege in Folge bei internationalen Rennen gleich zu Beginn der Saison bereits einige Aufmerksamkeit erregt, die beiden Maserati des Teams hätten mittlerweile jedoch dringend eine technische Überholung benötigt. Zwei weitere Maseratis wurden außerdem von der italienischen Scuderia Ambrosiana für die Briten Reginald Parnell und Fred Ashmore gemeldet, die auf diese Weise die hohen britischen Einfuhrzölle auf Automobile – somit auch auf Rennwagen – umgingen.
Das genaue Gegenteil zu den schnellen, aber auch meist schlecht gepflegten und extrem unzuverlässigen San-Remo-Maseratis stellten die französischen Lago-Talbot dar. Das Werk in Suresnes bei Paris hatte mit dem Talbot T26C mit 4,5-Liter-Saugmotor ein solides, leicht zu wartendes Grand-Prix-Modell herausgebracht, das zwar deutlich schwächer und langsamer als seine kompressorbestückten Konkurrenten aus Italien war, dessen Hauptvorteil aber darin bestand, dass es im Gegensatz zu diesen eine volle Grand-Prix-Distanz ohne Tankstopp absolvieren konnte. Während der Saison 1948 waren insgesamt acht Exemplare dieses Typs entstanden und an Privatfahrer verkauft worden. Neben Grand-Prix-Veteran Philippe Étancelin verfügte beim belgischen Grand Prix nur Louis Rosier bereits über eine längere Rennerfahrung, während Pierre Levegh, Guy Mairesse und der in Großbritannien lebende Belgier Johnny Claes noch weitgehend unbeschriebene Blätter waren.
Alleiniger Repräsentant Großbritanniens war schließlich noch Geoffrey Crossley, der mit seinem Alta-Rennwagen über die praktisch einzige verfügbare moderne Grand-Prix-Konstruktion seines Landes verfügte.
Nach dem Start nahm das Rennen zunächst seinen erwarteten Verlauf. Villoresi ging mit dem Ferrari unmittelbar in Führung, gefolgt von Fangio, dessen Maserati jedoch noch in der ersten Runde einem technischen Defekt zum Opfer fiel. Für zwei Runden konnte Farina (Maserati) Villoresi dann an der Spitze ablösen, doch danach war der Ferrari-Fahrer wieder vorn und konnte sich nun etwas von seinem Verfolger absetzen, dem nun seinerseits Ascari im zweiten Ferrari wieder näher kam. Dahinter folgten Étancelin (Lago-Talbot) und Whitehead (Ferrari) nun bereits mit etwas größerem Rückstand.
In der achten Runde kam Farina beim Versuch, auf Villoresi wieder aufzuschließen, in der Haarnadelkurve von La Source von der Strecke ab, so dass, nachdem zuvor auch Parnell schon ausgeschieden war, die Mehrzahl der Maseratis damit bereits aus dem Rennen war. Ferrari erfreute sich somit mit Villoresi und Ascari nun einer sicher geglaubten Doppelführung, doch zeigten die aus Marketinggründen verwendeten belgischen Englebert-Reifen kurz darauf überraschend erste Auflösungserscheinungen, so dass sich als Folge der fälligen Boxenstopps Étancelin mit seinem Talbot in der elften Runde unvermutet in Führung liegend wiederfand. Drei Umläufe später hatte Villoresi die Spitzenposition zwar wieder zurückerobert, doch bei seinem kurz nach Rennmitte erforderlichen Tankstopp verlor er die Führung erneut, dieses Mal an Étancelins Markengefährten Rosier. Mit einer halben Minute Vorsprung hatte dieser nun seine einmalige Chance auf einen Grand-Prix-Erfolg vor Augen und holte noch einmal alles aus seinem Talbot heraus, zumal Villoresi etwas später noch einmal einen weiteren Reifenwechsel einlegen musste.
Rosiers Sieg mit dem Talbot gilt seitdem als eine der größten Überraschungen im Grand-Prix-Sport und als entscheidender Anlass dafür, dass sich Enzo Ferrari entschloss, 1950 ebenfalls mit einem Saugmotor anzutreten.

## Meldelistea
| Team                | Nr. | Fahrer             | Info | Chassis              | Motor                           | Reifen |
| ------------------- | --- | ------------------ | ---- | -------------------- | ------------------------------- | ------ |
| Scuderia Ferrari    | 02  | Luigi Villoresi    |      | Ferrari 125 GPC      | Ferrari 125 1.5L V12 Kompressor |        |
| Scuderia Ferrari    | 04  | Alberto Ascari     |      | Ferrari 125 GPC      | Ferrari 125 1.5L V12 Kompressor |        |
| Scuderia Ferrari    | 06  | Peter Whitehead b  |      | Ferrari 125 GPC      | Ferrari 125 1.5L V12 Kompressor |        |
| AC Argentino c      | 08  | Juan Manuel Fangio |      | Maserati „4CLT/48“ d | Maserati 4CL 1.5L I4 Kompressor |        |
| AC Argentino c      | 10  | Benedicto Campos   |      | Maserati „4CLT/48“ d | Maserati 4CL 1.5L I4 Kompressor |        |
| G. Farina           | 12  | Giuseppe Farina    |      | Maserati „4CLT/48“   | Maserati 4CL 1.5L I4 Kompressor |        |
| Scuderia Ambrosiana | 14  | Fred Ashmore       |      | Maserati „4CLT/48“   | Maserati 4CL 1.5L I4 Kompressor |        |
| Scuderia Ambrosiana | 16  | Reg Parnell        |      | Maserati „4CLT/48“   | Maserati 4CL 1.5L I4 Kompressor |        |
| G. Crossley         | 18  | Geoffrey Crossley  |      | Alta „Grand Prix“    | Alta 1.5L I4 Kompressor         |        |
| Automobiles Talbot  | 20  | Philippe Étancelin |      | Talbot-Lago T26C     | Talbot-Lago T26 4.5L I6         |        |
| Automobiles Talbot  | 22  | „Pierre Levegh“    |      | Talbot-Lago T26C     | Talbot-Lago T26 4.5L I6         |        |
| Automobiles Talbot  | 24  | Louis Rosier       |      | Talbot-Lago T26C     | Talbot-Lago T26 4.5L I6         |        |
| Automobiles Talbot  | 26  | Guy Mairesse       |      | Talbot-Lago T26C     | Talbot-Lago T26 4.5L I6         |        |
| Automobiles Talbot  | 28  | Johnny Claes e     |      | Talbot-Lago T26C     | Talbot-Lago T26 4.5L I6         |        |

## Klassifikation

### Startaufstellunga
| Villoresi |          | Fangio |           | Étancelin |
|           |          |        |           |           |
|           | Farina   |        | Whitehead |           |
|           |          |        |           |           |
| Campos    |          | Rosier |           | Ascari    |
|           |          |        |           |           |
|           | Ashmore  |        | „Levegh“  |           |
|           |          |        |           |           |
| Mairesse  |          | Claes  |           | Parnell   |
|           |          |        |           |           |
|           | Crossley |        |           |           |

### Rennergebnis
| Pos. | Nr. | Fahrer             | Konstrukteur | Runden | Zeit        | Ausfallgrund     |
| ---- | --- | ------------------ | ------------ | ------ | ----------- | ---------------- |
| 1    | 24  | Louis Rosier       | Talbot       | 35     | 3:15:17,7 h |                  |
| 2    | 2   | Luigi Villoresi    | Ferrari      | 35     | 3:16:06,8 h |                  |
| 3    | 4   | Alberto Ascari     | Ferrari      | 35     | 3:19:28,4 h |                  |
| 4    | 10  | Peter Whitehead    | Ferrari      | 35     | 3:20:35,6 h |                  |
| 5    | 28  | Johnny Claes       | Talbot       | 34     | + 1 Runde   |                  |
| 6    | 14  | Fred Ashmore       | Maserati     | 33     | + 2 Runden  |                  |
| 7    | 18  | Geoffrey Crossley  | Alta         | 30     | + 5 Runden  |                  |
| DNF  | 10  | Benedicto Campos   | Maserati     | 20     |             | Motorschmierung  |
| DNF  | 20  | Philippe Étancelin | Talbot       | 19     |             | Getriebe         |
| DNF  | 26  | Guy Mairesse       | Talbot       | 16     |             | Unfall           |
| DNF  | 22  | „Pierre Levegh“    | Talbot       | 11     |             | „Mechanik“       |
| DNF  | 12  | Giuseppe Farina    | Maserati     | 9      |             | Unfall / Lenkung |
| DNF  | 16  | Reg Parnell        | Maserati     | 8      |             | Kupplung         |
| DNF  | 8   | Juan Manuel Fangio | Maserati     | 1      |             | Kolben           |

Schnellste Rennrunde:  Giuseppe Farina (Maserati), 5:19,0 min = 166,7 km/h